# Pertusaria microstoma
Pertusaria microstoma är en lavart som beskrevs av Müll. Arg. Pertusaria microstoma ingår i släktet Pertusaria och familjen Pertusariaceae.   Inga underarter finns listade i Catalogue of Life.